# Homaloptera bilineata
Homaloptera bilineata är en fiskart som beskrevs av Blyth, 1860. Homaloptera bilineata ingår i släktet Homaloptera och familjen grönlingsfiskar. IUCN kategoriserar arten globalt som otillräckligt studerad. Inga underarter finns listade i Catalogue of Life.